# 転輪王教会
転輪王教会（てんりんおうきょうかい）とは、今井惣治郎が開いた新宗教である。惣治郎の兄である助造は「助造事件」と呼ばれる天理教からの分派事件を起こしており、本教も天理教の影響を受けている。

## 概要
今井惣治郎は1866年（慶応2年）に神示を受け、大和国山辺郡針ヶ別所村（現・奈良県奈良市）で本教を開いた。天理教同様に官憲からの干渉を受け、1889年（明治22年）には教派神道の御嶽教所属の教会となる。
戦後独立し、奈良市のあやめ池分院に移るも、積極的な布教活動はみられない。
活動は信者向けの祈願・祈祷を中心としており、神社神道に近い形式となっている。「南無転輪王命」という唱え言葉や、教義書である『神のうた』が天理教の「みかぐらうた」を連想させる内容になっていることから、天理教の影響を見ることができる。

## 助造事件
天理教において最古の分派事件とされる。針ヶ別所村の助造という人物は、眼病のため天理教の中山みきの元に参詣していたが、「天理王命の本地は針ヶ別所にある」という異説を唱えるようになる。中山みきは飯降伊蔵らを針ヶ別所に赴かせ、助造らの祀ってあった幣をへし折り、竈へくべてしまい口論となった。三日にわたる口論の末、助造がみきに謝罪したことで漸く事件は治った。
助造は今井新治郎という人物と同一であるとされ、天理教の信仰は篤く「扇のさづけ」と呼ばれる特別な能力も拝戴していた。
助造は「天輪王教会」を開き、官憲の圧迫を受けるも1891年（明治34年）に亡くなり、教団も長くは続かなかった。

## 「天輪王教会」と「転輪王教会」の関係
兄弟同士が開いた二つの教団であるが、現在活動している「転輪王教会」では助造および「天輪王教会」との関係を否定している。中山みきが針ケ別所に訪れたという伝承は伝えられているが、天理教からの影響も関係もなかったと主張している。